# Калаванте
Калаванте (фр. Calavanté) насеље је и општина у јужној Француској у региону Миди Пирене, у департману Горњи Пиринеји која припада префектури Тарб.
По подацима из 2011. године у општини је живело 294 становника, а густина насељености је износила 142,72 становника/km². Општина се простире на површини од 2,06 km². Налази се на средњој надморској висини од 303 метара (максималној 431 m, а минималној 313 m).

## Демографија
| 1962. | 1968. | 1975. | 1982. | 1990. | 1999. | 2011. |
| ----- | ----- | ----- | ----- | ----- | ----- | ----- |
| 81    | 84    | 129   | 155   | 164   | 186   | 294   |

График промене броја становника у току последњих година